# Fliegerzielgeschwader 1
Das Fliegerzielgeschwader 1 war ein Verband der Luftwaffe der Wehrmacht im Zweiten Weltkrieg. Als Fliegerzielgeschwader, ausgestattet mit verschiedenen Flugzeugen, diente es der Schießausbildung der Flakartilleristen, indem es die Zieldarstellung in der Luft übernahm. Es wurde am 2. September 1944 aufgelöst.

## Geschichte
Der Geschwaderstab, die II. und die III. Gruppe entstanden am 1. Dezember 1943 in Strausberg (Lage), während die I. Gruppe zeitgleich in Dievenow (Lage) und die IV. Gruppe zeitgleich in Köln gebildet wurde. Weiterhin wurden noch eine 13. Staffel in Værløse, (Lage) eine 14. Staffel in Kiel-Holtenau (Lage) und eine 15. Staffel aufgestellt, die direkt dem Geschwaderstab unterstellt waren.
Das Geschwader unterstand der Flieger-Zieldivision, die wiederum der Luftflotte 10 unterstellt war.
Der Geschwaderstab, die II. Gruppe, die III. Gruppe, die 14. und die 15. Staffel wurden am 2. September 1944 aufgelöst. Zuvor war schon im Juni 1944 die I. Gruppe in die Fliegerzielgruppe I, die IV. Gruppe in die Fliegerzielgruppe II umgewandelt worden. Die 13. Staffel löste sich im Juli 1944 auf. Damit hatte das Geschwader aufgehört zu bestehen.